# Jeff Margolis
Pour les articles homonymes, voir Margolis.
Jeff Margolis est un réalisateur et producteur de télévision américain.

## Filmographie

### comme réalisateur
- 1974 : Tony Orlando and Dawn (série télévisée)
- 1976 : Cos (série télévisée)
- 1976 : The Peter Marshall Variety Show (série télévisée)
- 1977 : Good Old Days (TV)
- 1978 : Ringo (TV)
- 1979 : Richard Pryor: Live in Concert
- 1979 : The Captain & Tennille Songbook (TV)
- 1981 : Sixty Years of Seduction (TV)
- 1984 : Be Somebody... or Be Somebody's Fool! (vidéo)
- 1984 : The 11th Annual American Music Awards (TV)
- 1984 : Puttin' On the Hits (série télévisée)
- 1985 : America Votes the #1 Song (TV)
- 1985 : The 37th Annual Primetime Emmy Awards (TV)
- 1987 : Happy 100th Birthday Hollywood (TV)
- 1987 : Dolly (série télévisée)
- 1987 : Motown Merry Christmas (TV)
- 1988 : The Gong Show (série télévisée)
- 1989 : The 16th Annual American Music Awards (TV)
- 1989 : The 61st Annual Academy Awards (TV)
- 1989 : The Disney-MGM Studios Theme Park Grand Opening (TV)
- 1990 : The 17th Annual American Music Awards (TV)
- 1990 : Sammy Davis, Jr. 60th Anniversary Celebration (TV)
- 1990 : The 62nd Annual Academy Awards (TV)
- 1991 : The 45th Annual Tony Awards (TV)
- 1991 : The 18th Annual American Music Awards (TV)
- 1991 : The 63rd Annual Academy Awards (TV)
- 1992 : Oscar's Greatest Moments (vidéo)
- 1992 : The 19th Annual American Music Awards (TV)
- 1992 : The 64th Annual Academy Awards (TV)
- 1993 : 20th American Music Awards (TV)
- 1993 : The 65th Annual Academy Awards (TV)
- 1993 : A Musical Christmas at Walt Disney World (TV)
- 1994 : The 66th Annual Academy Awards (TV)
- 1994 : A Gala for the President at Ford's Theatre (TV)
- 1995 : The 67th Annual Academy Awards (TV)
- 1995 : Michael Jackson: One Night Only (TV)
- 1996 : Miss America Pageant (TV)
- 1996 : The 68th Annual Academy Awards (TV)
- 1996 : Att-Star Countryfest '96 (TV)
- 1996 : Celebrate the Dream: 50 Years of Ebony Magazine (TV)
- 1997 : Happy Birthday Elizabeth: A Celebration of Life (TV)
- 1997 : 77th Miss America Pageant (TV)
- 1998 : The 26th Annual American Music Awards (TV)
- 1998 : Quincy Jones... The First 50 Years (TV)
- 1998 : The 78th Annual Miss America Pageant (TV)
- 1999 : 79th Miss America Pageant (TV)
- 1999 : Amy Grant: A Christmas to Remember (TV)
- 2000 : The First Family's Holiday Gift to America: A Tour of the White House (TV)
- 2001 : United We Stand (TV)
- 2002 : The Honeymooners 50th Anniversary Celebration (TV)
- 2003 : The Disco Ball... A 30-Year Celebration (TV)
- 2003 : Fame (série télévisée)
- 2004 : Motown 45 (TV)
- 2004 : Academy of Country Music Awards (TV)
- 2004 : The 32nd Annual American Music Awards (TV)
- 2005 : 2005 American Music Awards (TV)

### comme producteur
- 1984 : Be Somebody... or Be Somebody's Fool! (vidéo)
- 1985 : America Votes the #1 Song (TV)
- 1988 : ABC Presents: A Royal Gala (TV)
- 1992 : Oscar's Greatest Moments (vidéo)
- 1994 : A Gala for the President at Ford's Theatre (TV)
- 1995 : Michael Jackson: One Night Only (TV)
- 1996 : Miss America Pageant (TV)
- 1996 : Att-Star Countryfest '96 (TV)
- 1996 : Celebrate the Dream: 50 Years of Ebony Magazine (TV)
- 1997 : 77th Miss America Pageant (TV)
- 1998 : Quincy Jones... The First 50 Years (TV)
- 1998 : The 78th Annual Miss America Pageant (TV)
- 1999 : 79th Miss America Pageant (TV)
- 1999 : 5th Annual Screen Actors Guild Awards (TV)
- 1999 : Up Close and Personal: The Search for Miss America (TV)
- 2000 : 6th Annual Screen Actors Guild Awards (TV)
- 2000 : Powers of the Paranormal: Live on Stage! (TV)
- 2000 : The First Family's Holiday Gift to America: A Tour of the White House (TV)
- 2001 : 7th Annual Screen Actors Guild Awards (TV)
- 2001 : United We Stand (TV)
- 2002 : 8th Annual Screen Actors Guild Awards (TV)
- 2002 : CBS: 50 Years from Television City (TV)
- 2002 : The Honeymooners 50th Anniversary Celebration (TV)
- 2003 : 9th Annual Screen Actors Guild Awards (TV)
- 2003 : Fame (série télévisée)
- 2004 : 10th Annual Screen Actors Guild Awards (TV)
- 2004 : Motown 45 (TV)
- 2004 : In Search of the Partridge Family (série télévisée)
- 2005 : 11th Annual Screen Actors Guild Awards (TV)
- 2005 : 46th Annual Los Angeles County Holiday Celebration (TV)
- 2006 : 12th Annual Screen Actors Guild Awards (TV)